# Suhodol Zelinski
Suhodol Zelinski is een plaats in de gemeente Sveti Ivan Zelina in de Kroatische provincie Zagreb. De plaats telt 95 inwoners (2001).